# Letland op het Eurovisiesongfestival 2012
Letland was aanwezig op het Eurovisiesongfestival 2012 in Bakoe, Azerbeidzjan. Het was de 13e inzending voor Letland. De Letse omroep LTV was verantwoordelijk voor de Letse inzending.

## Selectieprocedure
De inzending voor Letland naar het festival werd gekozen door middel van Eirodziesma, de Letse preselectie. De winnares was Anmary met haar nummer Beautiful song. Hiermee mocht ze naar Bakoe.

## In Bakoe
Letland moest zich eerst zien te plaatsen voor de finale. Het land nam deel aan de eerste halve finale op woensdag 24 mei. Het lukte Anmary niet om zich te plaatsen voor de finale. Ze werd zestiende in de halve finale, net voor België en Oostenrijk. Ze wist 17 punten te krijgen. 
2000 · 2001 · 2002 · 2003 · 2004 · 2005 · 2006 · 2007 · 2008 · 2009 · 2010 · 2011 · 2012 · 2013 · 2014 · 2015 · 2016 · 2017 · 2018 · 2019 · 2020 · 2021 · 2022 · 2023 · 2024 · 2025
Albanië · Azerbeidzjan · België · Bosnië en Herzegovina · Bulgarije · Cyprus · Denemarken · Duitsland · Estland · Finland · Frankrijk · Georgië · Griekenland · Hongarije · Ierland · IJsland · Israël · Italië · Kroatië · Letland · Litouwen · Macedonië · Malta · Moldavië · Montenegro · Nederland · Noorwegen · Oekraïne · Oostenrijk · Portugal · Roemenië · Rusland · San Marino · Servië · Slovenië · Slowakije · Spanje · Turkije · Verenigd Koninkrijk · Wit-Rusland · Zweden · Zwitserland